# Frank William Becker
Frank William Becker (...) è un compositore statunitense.
Ha composto musiche per film, serie televisive e documentari, tra cui: Biancaneve - E vissero felici e contenti, Senza esclusione di colpi 2 e BraveStarr. 

## Filmografia parziale

### Cinema
- BraveStarr: The Movie - film d'animazione, regia di Tom Tataranowicz (1988)
- Biancaneve - E vissero felici e contenti (Happily Ever After - Snow White's Greatest Adventure) - film d'animazione, regia di John Howley (1989)
- Senza esclusione di colpi 2 (American Kickboxer), regia di Frans Nel (1991)
- Monolith - Impatto mortale (Monolith), regia di John Eyres (1993)

### Televisione
- BraveStarr - serie TV d'animazione, 65 episodi (1987-1988)
- I racconti della cripta (Tales from the Crypt) - serie TV, 5 episodi (1993-1996)
- Dan Dare: Pilot of the Future - serie TV, 26 episodi (2002)